# Muscicapa ruficauda
Muscicapa ruficauda là một loài chim trong họ Muscicapidae.